# Улица Упеню (Рига)
Улица У́пеню (латыш. Upeņu iela, в переводе — Смородиновая) — улица в Видземском предместье города Риги, в Пурвциемсе.
Начинается от улицы Пуцес, пересекает улицу Дзелзавас и выходит к улице Гунара Астрас.
Впервые показана в перечне улиц города в 1925 году под названием улица Брукленю (латыш. Brūkleņu iela, в переводе — Брусничная), но уже в 1930 году упоминается под своим нынешним названием, которое в последующем не изменялось. Первоначально доходила до перекрёстка с улицей Пилю, однако при перепланировке района протяжённость улицы сократилась.
По официальным данным, общая длина улицы — 855 метров, однако фактически улица состоит из двух разрозненных участков, разделённых улицей улицей Дзелзавас. Первый участок, длиной около 160 м, соединяет улицы Пуцес и Дзелзавас. Второй участок, около 540 м, выходит к улице Гунара Астрас и связан внутриквартальным проездом с улицей Стирну. С другими улицами не пересекается.